# 7e brigade d'infanterie canadienne

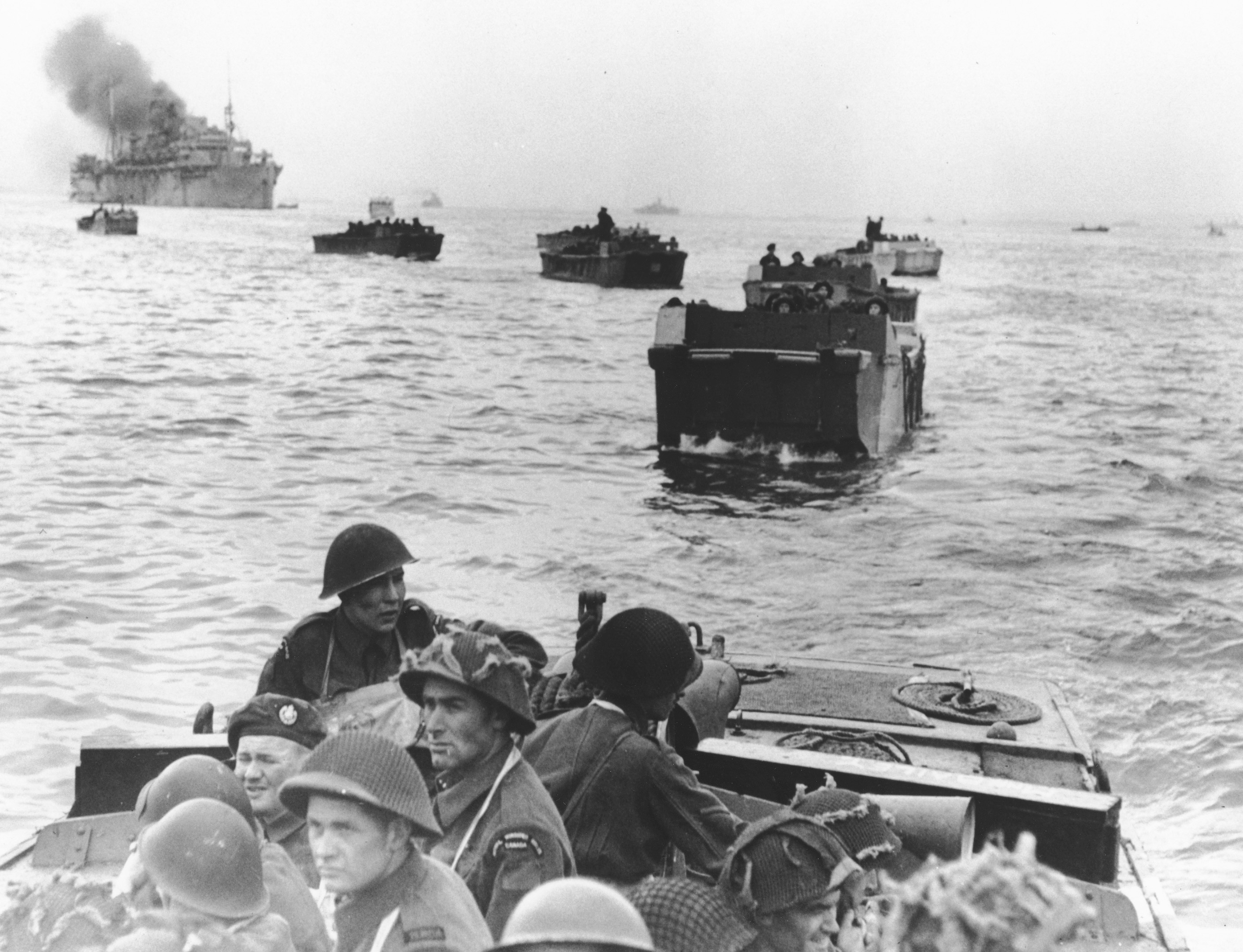
Image montrant des LCA qui vont débarquer a Juno beach ces soldats font partie de la 3 division d'infanterie canadienne.

La 7e brigade d'infanterie canadienne faisait partie de la 3e division d'infanterie canadienne dans l'Armée de terre canadienne lors de la Seconde Guerre mondiale.

## Annexe